# Ride du 90° Est

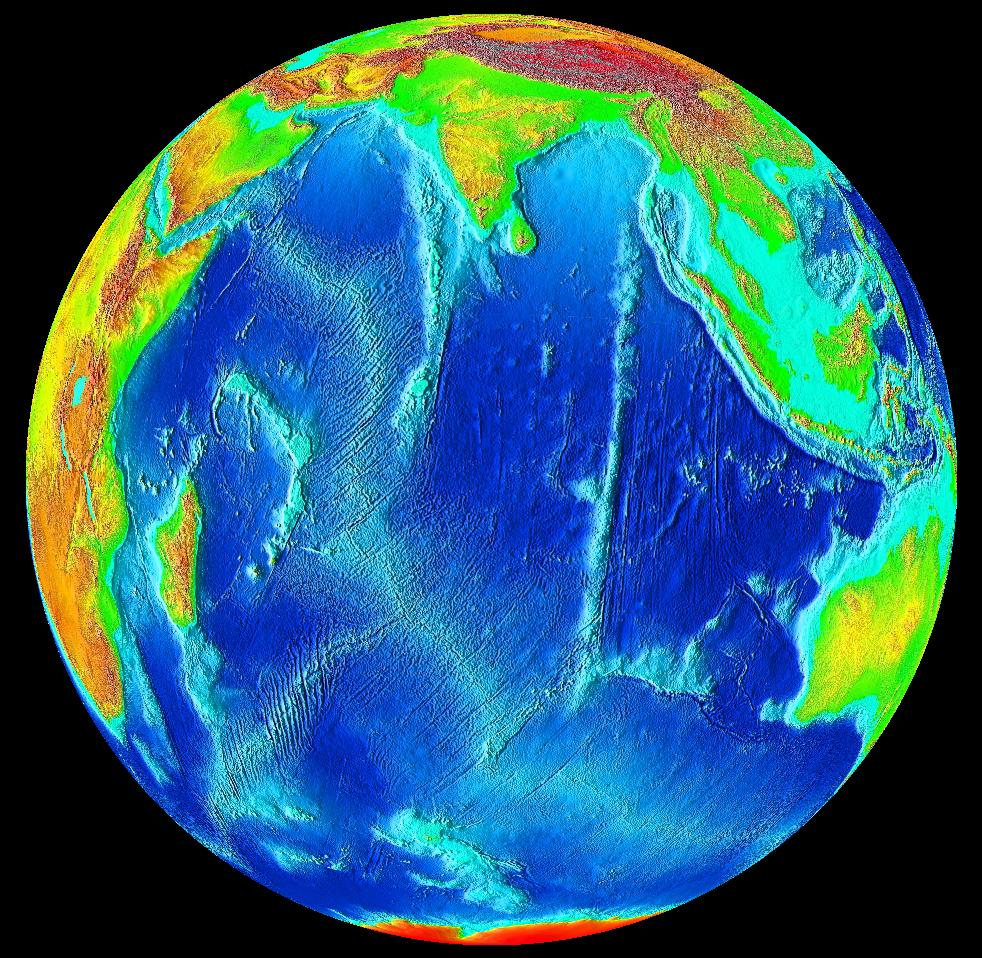
Carte bathymétrique de l'océan Indien montrant la ride du 90° Est dans le centre-droit de la carte.

La ride du 90° Est[réf. nécessaire] est une chaîne de montagnes sous-marines de l'océan Indien. Elle s'étire de façon linéaire sur 5 000 kilomètres du nord au sud le long du 90° degré de longitude Est entre les îles Andaman au nord et la dorsale sud-est indienne au sud. Plus au nord, dans le golfe du Bengale, la chaîne est recouverte par une couverture sédimentaire liée aux apports sédimentaires fluviatiles importants dans cette zone. La ride s'étend entre les latitude de 33°S et de 17°N, elle a une largeur moyenne de 200 kilomètres.
La ride du 90° Est divise l'océan Indien en une partie ouest et une partie est. La partie située au nord-est de la ride est appelée bassin de Wharton qui est delimitée par la limite ouest de la zone de fracture Diamantin.
La ride est principalement composée de roches volcaniques de type basalte tholéïtique, dont l'âge augmente passant de 43,2 ± 0,5 millions d'années à l'extrémité sud à 81,8 ± 2,6 millions d'années dans le nord de la chaîne. Cette corrélation entre la position géographique le long de la ride et l'âge des roches amène les géologues à proposer que l'origine de cette chaîne de montagne sous-marine pourrait être liée à l'épanchement d'un point chaud dont l'origine mantellique se situerait sous la plaque indo-australienne. Ce point chaud aurait permis la mise en place de la ride du 90°E lors du déplacement vers le nord de cette plaque entre la fin du Mésozoïque et le Cénozoïque. Cette hypothèse est confirmée par l'analyse détaillée de la géochimie du plateau des Kerguelen et des Traps de Rajmahal. Ces structures géologiques ainsi que la ride du 90°E seraient le fruit de l'épanchement du point chaud des Kerguelen.